# Real Force
《Real Force》（日语：リアルフォース）於2010年2月24日由Geneon Universal Entertainment Japan, LLC.發行，是ELISA的第6張單曲。

## 解説
- 收录于第二张专辑Rouge Adolescence，此曲也是日本電視動畫《科學超電磁砲》的第二期片尾曲。
- B面的歌音源取自2009年11月舉辦的第二场小型现场演唱会。

## 收錄曲
1. Real Force [4:08] 
  - 作詞：六ツ見純代、作曲・編曲：菊田大介（Elements Garden）
2. ENDLESS ANTHOLOGY（Live ver．） [6:05] 
  - 作詞・作曲：上松範康（Elements Garden）、編曲：菊田大介
3. 凛々と（Live ver．） [4:43] 
  - 作詞：西田恵美、作曲・編曲：菊田大介
4. Real Force（Instrumental）

## 脚注
1. ↑  .   [2019-04-18]. （原始内容存档于2019-04-18）.

## 外部連結
- （日語）官方網站（页面存档备份，存于）